# Vadena
Vadena (alemany Pfatten) és un municipi italià, dins de la província autònoma de Tirol del Sud. És un dels municipis del districte d'Überetsch-Unterland. L'any 2007 tenia 843 habitants. Limita amb els municipis d'Auer, Bozen, Bronzolo, Eppan an der Weinstraße, Kaltern an der Weinstraße, Laives i Tramin an der Weinstraße.

## Situació lingüística
| Pertinença lingüística (cens 2001) | 42,40% alemany |
| Pertinença lingüística (cens 2001) | 57,10% italià  |
| Pertinença lingüística (cens 2001) | 0,50% ladí     |

## Administració

Territori comunal

| Període | Identitat        | Partit        |
| ------- | ---------------- | ------------- |
| 2004-   | Alessandro Beati | Llista cívica |